# Laure Saint-Martin Permon
Laure Saint-Martin Permon   (Montpeller, 6 de novembre de 1784 - antic 1r districte de París, 7 de juny de 1838), més coneguda pel títol nobiliari de duquessa d'Abrantes, va ser una escriptora francesa.

## Biografia
Neix a Montpeller el 6 de novembre de 1784 i la mort arriba a París el 7 de juny de 1838. La seva mare era corsa i segons ella descendent de l'antiga família imperial grega dels Comnenos, refugiats a Còrsega després de la invasió dels turcs. (Un dels Comnenos, Kalómeros, va servir junt als grans ducs de Florència, va canviar el seu nom a Bonaparte, traducció directa de “Kalòsméros”). Era freqüent les trobades intel·lectuals a la petita casa familiar a on assisteix Letícia Bonaparte i el jove general Bonaparte. Laure es va casar als setze anys amb Jean-Andoche Junot “la Tempête”, el més lleial dels generals de Napoleó, nomenat per aquest duc d'Abrantès. Aquest entorn social va fer de l'escrit de les seves memòries un document destacat de la vida de l'Emperador Napoleó i la seva reconstrucció de l'economia i la indústria amb singulars anècdotes de la vida íntima. També es pot llegir la genealogia dels Comnenos, la vida a Còrsega amb una clara explicació dels fets que van portar la submissió a França. Les seves trobades de gran luxe amb la societat bonapartista, artistes i escriptors van ser la seva ruïna econòmica. Va continuar escrivint per sobreviure, perquè l'Imperi havia caigut i la traïció dels més fidels la van portar a retirar-se a la vida privada.

## Obres
Va publicar:
- Memòries sobre la Restauració, La Revolució i els primers anys del regnat de Lluís Felip (1836)
- La història dels Salons de París sota Lluís XVI, Sota el Directori (1837-38)

També algunes novel·les privades.